# Bástya sétány
A Bástya sétány Budapest I. kerületében, a Várnegyedben kialakított sétány volt. A Várhegy nyugati, északi és részben keleti várfalai mögött, hadicélokra szolgáló sikátorok helyén húzódott. Azután jött létre, hogy a vár hadi rendeltetése, erődjellege megszűnt. A 19. században fásították a nyugati szakaszt, és adták át sétányként a nagyközönségnek, majd 1936-ban az északi és keleti szakaszokat is ugyanígy alakították ki, Buda visszavételének 250. évfordulójára. A második világháború a sétányon jelentős károkat okozott, így 1966-70 között korabeli modern kertészeti elvek szerint újjáépítették, és több szakaszra bontották. A szakaszok mai nevei:
- Tóth Árpád sétány, nyugati rész. Itt található az Anjou bástya és itt áll az utolsó budai pasa, Abdurrahmán emlékköve.
- Babits Mihály sétány, keleti rész. Ennek északi és keleti részét a Bécsi kapu köti össze, a keleti szakasz az Erdélyi bástyáig tart.

## Az utcanév az irodalomban
- Vélhetően a Bástya sétány elnevezése ihlette Baróti Géza Bástyasétány '77 című színműve (és az abból készült különféle televíziós és színpadi feldolgozások) névadását.